# Primelin

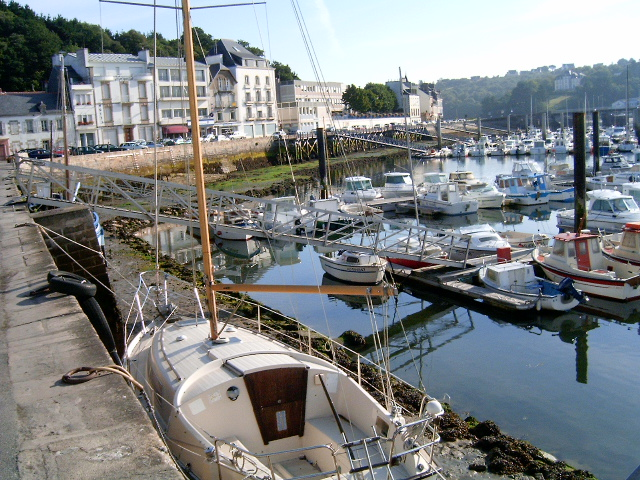
Il porto di Primelin

Primelin è un comune francese di 760 abitanti situato nel dipartimento del Finistère nella regione della Bretagna.

## Società

### Evoluzione demografica
Abitanti censiti